# 정 성공 (19대)
정 성공(鄭聲公, ? ~ 기원전 463년)은 중국 춘추 시대 정나라의 임금이다. 이름은 승(勝)이다.

## 사적
정 헌공 13년(기원전 501년), 아버지 헌공이 죽어 성공이 뒤를 이었다.

### 대진 관계
즉위 당시, 진나라의 여섯 경이 정나라를 침탈하여 나라가 쇠약해졌다.
성공 5년(기원전 496년), 진나라의 여섯 경 조씨, 위씨, 한씨, 지씨와 중항씨, 범씨가 각각 연합하여 내분이 벌어진 상황에서 범씨를 돕다가 백천에서 범씨와 함께 패배했다. 정나라는 이후에도 중항씨와 범씨 편에 계속 서, 성공 8년(기원전 493년)에는 재상 한달(罕達) - 자 자요(子姚) - 과 사홍(駟弘) - 자 자반(子般) - 이 제나라에서 범씨에게 수송하는 군량을 호송하다가 요격하러 나온 조앙에게 대패하였고 군량도 빼앗겼다.
성공 36년(기원전 465년), 진나라의 재상이며 지씨의 영수인 지요의 침략을 받아 아홉 읍을 빼앗겼다.

### 대송 관계
성공 13년(기원전 488년), 진나라의 동맹국인 송나라의 황원(皇瑗)의 침공을 받았다. 이해 송나라가 조나라를 포위하자, 사홍을 보내 조나라를 구원하고 송나라를 침공했다. 그러나 조나라는 이듬해에 다시 송나라의 공격을 받아 멸망했다. 성공 15년(기원전 486년), 한달이 정나라 군대로 옹구를 포위하게 했다가 황원에게 포위되자 구원했으나 대패했으며, 송나라의 보복 공격을 받았다. 이듬해에 또 송나라의 침공을 받았다.
예전에 자산이 송나라와 화평하고 국경에 중립 지역을 두었는데, 송나라의 공족들이 정나라로 달아나자 성공 6년(기원전 495년)에 한달이 노구에서 송군을 격파하고 그 중 세 읍 암(嵒), 과(戈), 석(錫)에 성을 쌓아 살게 했다. 성공 18년(기원전 483년), 송나라의 상소(向巢)가 석을 점령하고 원공의 손자를 죽이고 암을 포위하자, 한달이 암을 구원하여 송군을 포위했다. 성공 19년(기원전 482년), 송나라에서 구원 온 환퇴를 패주시키고 점령지를 다시 중립지역으로 만들었다.

### 죽음
성공 38년(기원전 463년), 성공이 죽고 아들 역(정 애공)이 뒤를 이었다.